# 玉井夕海
玉井 夕海（たまい ゆうみ、1977年8月6日 - ）は、日本の歌手、女優。東京都出身。バンド「渋さ知らズ」のボーカル。

## 略歴
東京藝術大学美術学部建築科中退。大学在学中に、宮崎駿主催アニメーション演出講座「東小金井村塾2」修了。これがきっかけとなり大ヒット映画『千と千尋の神隠し』リン役に抜擢。声優として脚光を浴びる。1999年8月に箏奏者のかりんと音楽パフォーマンス集団「Psalm」（サーム）を結成。ジャンル、カテゴライズにとらわれない独自の世界観と音楽性を展開する。
2005年、天草を舞台とした映画『もんしぇん』の制作を開始、翌2006年に公開。女優として主演しただけではなく音楽監督・脚本家としての手腕も発揮した。登場人物の「ちい」はシンガーソングライターの鬼束ちひろの存在と彼女の楽曲がモデルとなっている。鬼束自身も2006年9月10日（当時鬼束は活動休止中であった）に上野・国立博物館内映画館『一角座』で行われたPsalmのスペシャルライブに参加しており、映画について「音楽も映像も美しい。そんな美意識の高い映画は滅多にないと思います。」とコメントも寄せている。
2007年12月、映画『もんしぇん』の監督の山本草介と結婚。神楽坂でパーティが開かれた。
2011年4月10日、高円寺〈原発やめろデモ〉にて、「渋さ知らズ」リーダー・不破大輔と偶然列を前後し、どちらからともなく〈平和に生きる権利〉を歌う。が、この時には自己紹介等はなく、バラバラに。後にTwitterを介して繋がり、互いにライブの出演依頼をする。
2012年6月から1年間限定で長野県松本市に活動の拠点を移していた。主なライブ場所はBar AQUAVITAE。もともとピアノがなかったこの場所に、「調律と運搬費用を自分が持つので（持ち主が譲渡を申し出ている）ピアノをもらい受けて欲しい」と店長に頼み込んだところ、「その心意気に惚れた。では費用は半分俺が持つから始めよう」と握手。以降、現在に至るまで、松本滞在中は稽古とライブをここで行うこととなる。この時代に、アルバム『ales』を製作。自分のiPhoneとアコーディオンを松本各所に持ち込み、ボイスメモで録音。ピアノのある場所ではピアノで、ない場所はアコーディオンを用いて、楽曲の収録を行う。ジャケットデザインは猿山修。イラストは田所真理子による。
2012年10月、第25回東京国際映画祭にて、主演作『NOT LONG,AT NIGHT』がある視点部門にノミネート。
2013年10月、『渋さ知らズ大オーケストラ〈天幕渋さ船〜龍轍MANDALA〜〉』（神奈川芸術劇場）ではゲストボーかりすを任され、翌日から、渋さ知らズのメンバーとしてボーカルを担当。
2015年9月27日、不破大輔プロデュースにて初のソロアルバム『MOTHE SUN』（Fuwa Works&地底レコード）をリリース。ピアニスト・山口コーイチ（アルバムアレンジも手掛ける）、ギタリスト・ファンテイルを始め、『渋さ知らズ』を名実共に支えるメンバーによる。
2016年7月29日17時30分、東京都知事選挙にて、野党統一候補鳥越俊太郎の街頭演説『渋谷駅ハチ公前大街宣』の司会を民進党役員室長辻元清美とともに務める。また23日には同氏応援街宣にてアコーディオンを披露、「いまの政治を作ったのは私たちです」と訴えた。
他の応援参加者は、上智大学教授の中野晃一、共産党参議院議員の吉良佳子、社会民主党副党首福島瑞穂、歌手の加藤登紀子、作家の澤地久枝、民進党幹事長の枝野幸男ほか。

## ディスコグラフィ

### シングル
Psalm 名義
- 脈動変光星
- うみの唄
- 時間をのせた舟
- 光ノ舟

佐藤タイジ feat.沖野修也&SEALDs 名義
- VOTE 4 UR LOVE & FUTURE（コーラスで参加）

### アルバム
Psalm 名義
- 映画『もんしぇん』オリジナルサウンドトラック（2006年8月19日発売）
- Psalm for the trip (2007年7月20日発売）
- 舞台『ルドンの黙示』挿入歌　劇場特別盤サウンドトラック（2008年8月20日 劇場にて発売）

玉井夕海 名義
- ales（2013年4月26日発売）
- MOTHER SUN（2015年9月27日発売）
- à vos souhaits（2016年2月未発表）

## 出演

### 映画
- しがらきから吹いてくる風（1991年、監督：西山正啓） - 2011年版の副音声
- 千と千尋の神隠し（2001年、監督：宮崎駿） - リン 役（声の出演）
- もんしぇん（2006年、監督：山本草介）
- 伏 鉄砲娘の捕物帳（2012年、監督：宮地昌幸） - 遣手婆 役
- NOT LONG, AT NIGHT —夜はながくない—（2012年、監督：遠山昇司） - 主人公・女役[6]
- 満月、世界（2024年、監督：塚田万理奈） - ゆうみ 役[7]

### 舞台
- 寺山修司のミュージカル?!さよならの城（2002年、演出：J・A・シーザー） - 少女 役
- ミステリアブッフ（2008年、演出：木内宏昌） - 絵描き 役
- アロッタファジャイナ第9回公園 ルドンの黙示（2008年、演出：松枝佳紀、音楽：Psalm） - ミー / 医者カワナカ 役
- 明治百話（2008年、演出：河内哲二郎） - 坂東侠香 役
- 熊谷和徳＋KAZ TAP COMPANY「TAPPERS RIOT II」(2009年）
- 上海バンスキング （2010年、演出：串田和美） - 楊麗 役
- FAUST 2010 in Chino （2010年、演出：串田和美）
- NODA・MAP第16回公演 南へ（2011年、作・演出：野田秀樹）[8]
- 空中キャバレー（2011年、構成・美術・演出：串田和美）
- 渋さ知らズ25周年公演「十二夜より十三夜、または勝手にしやがれ」（2014年、演出：青山健一 / 河内哲二郎）- ビオラ / 獅子丸 / セバスチャン 役[9]
- うずめ劇場「ニッポン人は亡命する。-けっして福井県高校演劇祭での『明日のハナコ』事件に取材しているわけではない喜劇」（2025年、演出：ペーター・ゲスナー）[10]

### Webアニメ
- 亡念のザムド（2008年） - 紅皮伊舟 役[11]

### ラジオ
- Otona no Radio Alexandria（InterFM897・JFN加盟局) - 「生き物の物語」のコーナー出演(2021年11月22日 - 2022年3月30日)、パーソナリティ代演
- サステナ*デイズ（TOKYO FM） - メインパーソナリティ(2022年4月7日[12] - 2024年3月28日[13])

### ドラマ
- トミカヒーロー レスキューファイアー（2009年、テレビ東京）

### 表紙モデル
- 杉山登志郎 編著『アスペルガー症候群と高機能自閉症青年期の社会性のために』（2005年、学研） - 表紙